# 侧穗凤仙花
侧穗凤仙花（学名：Impatiens lateristachys）为凤仙花科凤仙花属下的一个种。

## 扩展阅读
- 維基物種上的相關：侧穗凤仙花